# غوبال راي
غوبال راي هو سياسي نيبالي، ولد في 1 مايو 1957 في Okhaldhunga ‏ في نيبال، وتوفي في 23 سبتمبر 2006 في Ghunsa ‏ في نيبال. نشط حزبياً في المؤتمر النيبالي.